# Aegiochus laevis
Aegiochus laevis är en kräftdjursart som först beskrevs av Studer 1884.  Aegiochus laevis ingår i släktet Aegiochus och familjen Aegidae. Inga underarter finns listade i Catalogue of Life.